# Alopurinol
Alopurinol je zaviralec encima ksantin-oksidaze, ki zavre razgradjo purinov do sečne kisline in tako povzroči znižanje koncentracije sečne kisline v telesu. Uporablja se kot zdravilo za zdravljenje protina.

## Mehanizem delovanja
Alopurinol je strukturni izomer hipoksantina, purinske molekule, ki je naravno prisotna v telesu, ter deluje kot zaviralec encima ksantin-oksidaze. Ksantin-oksidaza je odgovorna za oksidacijo hipoksantina in ksantina, pri čemer nastaja sečna kislina, ki je pri človeku produkt presnove purinov. Poleg zniževanja krvne koncentracije sečne kisline alopurinol povzroči porast hipoksantina in ksantina, ki se pretvarjata v sorodne purinske ribotide: adenozin in gvanozin monofosfate. Povečana krvna koncentracija teh ribotidov povzroči povratno inhibicijo encima amidofosforibozil-transferaze, ki je prvi in hitrost omejujoči encim pri biosintezi purinov. Tako alopurinol zavre tvorbo sečne kisline in sintezo purinov.

## Uporaba
Primarno se alopurinol uporablja za zdravljenje hiperurikemije (prekomernega porasta sečne kisline v plazmi) in njenih zapletov. Ne ublaži akutnega napada putike, vendar je pri kronični putiki uporaben za preprečevanje nadaljnjih napadov. Preventivno se daje tudi sočasno s citostatiki, saj lahko le-ti povzročijo nenadno hudo hiperurikemijo. Indikacije za uporabo alopurinola so še ishemična reperfuzijska poškodba, ledvični uratni kamni in okužbe z nekaterimi praživalmi (npr. lišmanioza). Uporablja se tudi za preprečevanje tumorske lize pri nekaterih vrstah raka.
Ker ne deluje urikozurično, se lahko uporablja tudi pri bolnikih z oslabelim delovanjem ledvic. Dve poglavitni slabosti alopurinola pa sta zapleteno odmerjanje in preobčutljivost nekaterih bolnikov. Zato je pri uporabi zdravila potrebno skrbno spremljanje bolnikovega stanja.
Nedavna študija je nakazala, da lahko alopurinol pomaga pri ublažitvi anginozne simptome pri ishemični bolezni srca, saj zmanjša obremenjenost srca.

## Presnova
Alopurinol se hitro presnovi s tarčnim encimom ksantin-oksidazo do aktivnega presnovka oksipurinola, ki je prav tako zaviralec ksantinske-oksidaze. Po peroralni uporabi (zaužitju) se v 2 urah skorajda popolnoma presnovi do oksipurinola, slednji pa se počasi, po okoli 18–30 urah, izloči skozi ledvice. Zato velja, da je oksipurinol odgovoren za glavnino učinka.

## Neželeni učinki
Neželeni učinki po uporabi alopurinola so redki, vendar znatni, če nastopijo. Pri majhnem deležu bolnikov nastopi izpuščaj in tedaj je z zdravljenjem treba prekiniti. Najresnejši neželeni učinek je preobčutljivostni sindrom, ki vključuje vročino, kožni izpuščaj, eozinofilijo, hepatitis, poslabšanje delovanja ledvic in v določenih primerih t. i. alopurinolski preobčutljivostni sindrom. Je eno izmed zdravil, za katera velja, da lahko povzročajo Stevens-Johnsonov sindrom in toksično epidermalno nekrolizo, ki sta življenjsko ogrožajoča dermatološka zapleta.
Če se uporablja sočasno z azatioprinom ali merkaptopurinom, lahko povzroči hudo pancitopenijo, saj zavre ksantin-oksidazo, ki presnavlja omenjeni učinkovini.
Pri blagi hipertenziji lahko povzroči znižanje krvnega tlaka.